# Trakowie

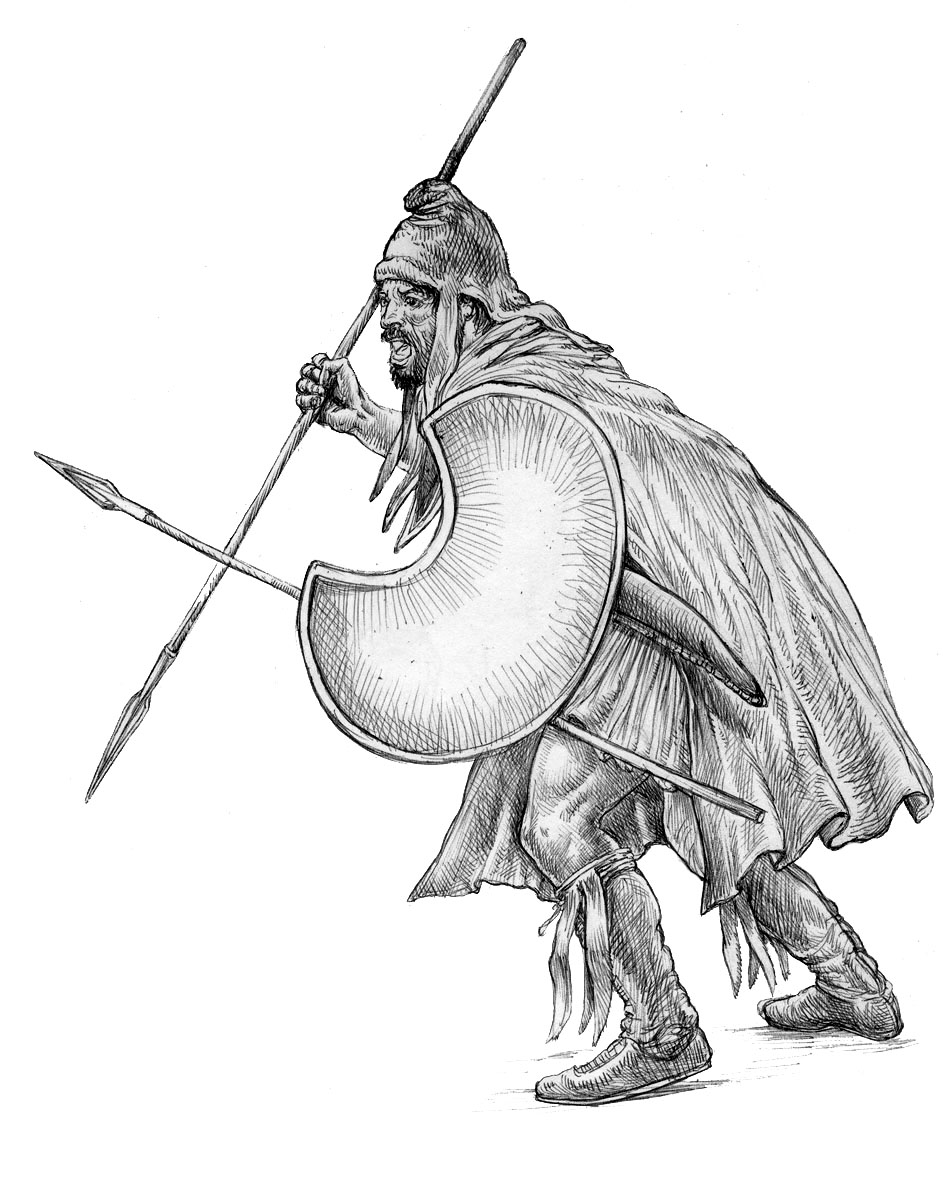
Tracki peltasta z V/IV wieku p.n.e. (wizja współczesnego artysty)

Trakowie (stgr. Θρᾷκες; łac. Thraci) – lud indoeuropejski w starożytności zamieszkujący wschodnią część Półwyspu Bałkańskiego: obszar ograniczony od zachodu rzekami Wielka Morawa i Wardar, od wschodu Morzem Czarnym, od północy Dunajem, na południu natomiast Morzem Egejskim. Bezpośrednio od strony zachodniej z Trakami sąsiadowały plemiona Dardanów, które nie były pochodzenia trackiego. Obecność Traków na tych ziemiach sięga co najmniej XIII wieku p.n.e., a ich kultura rozwijała się przez ponad tysiąc lat, pozostawiając po sobie dziedzictwo archeologiczne. 
Trakowie nie stworzyli trwałego jednolitego państwa, a ich struktura społeczna charakteryzowała się wyraźnym podziałem na arystokrację i biedne masy społeczeństwa. Ich religia była politeistyczna, z silnym kultem bóstw takich jak Zalmoksis czy Jeździec Tracki, a także z praktykami mistycznymi, które wpłynęły na greckie praktyki religijne. Sztuka Traków jest znana dzięki zachowanym grobowcom oraz tzw. skarbom; ma ona korzenie zarówno lokalne, jak i jest inspirowana kulturą sąsiednich ludów. 
Po rzymskim podboju pod koniec I wieku p.n.e. postępował proces hellenizacji i romanizacji Traków. Trakowie zachowali część swoich tradycji aż do przybycia Słowian w VI wieku naszej ery. 

## Pochodzenie

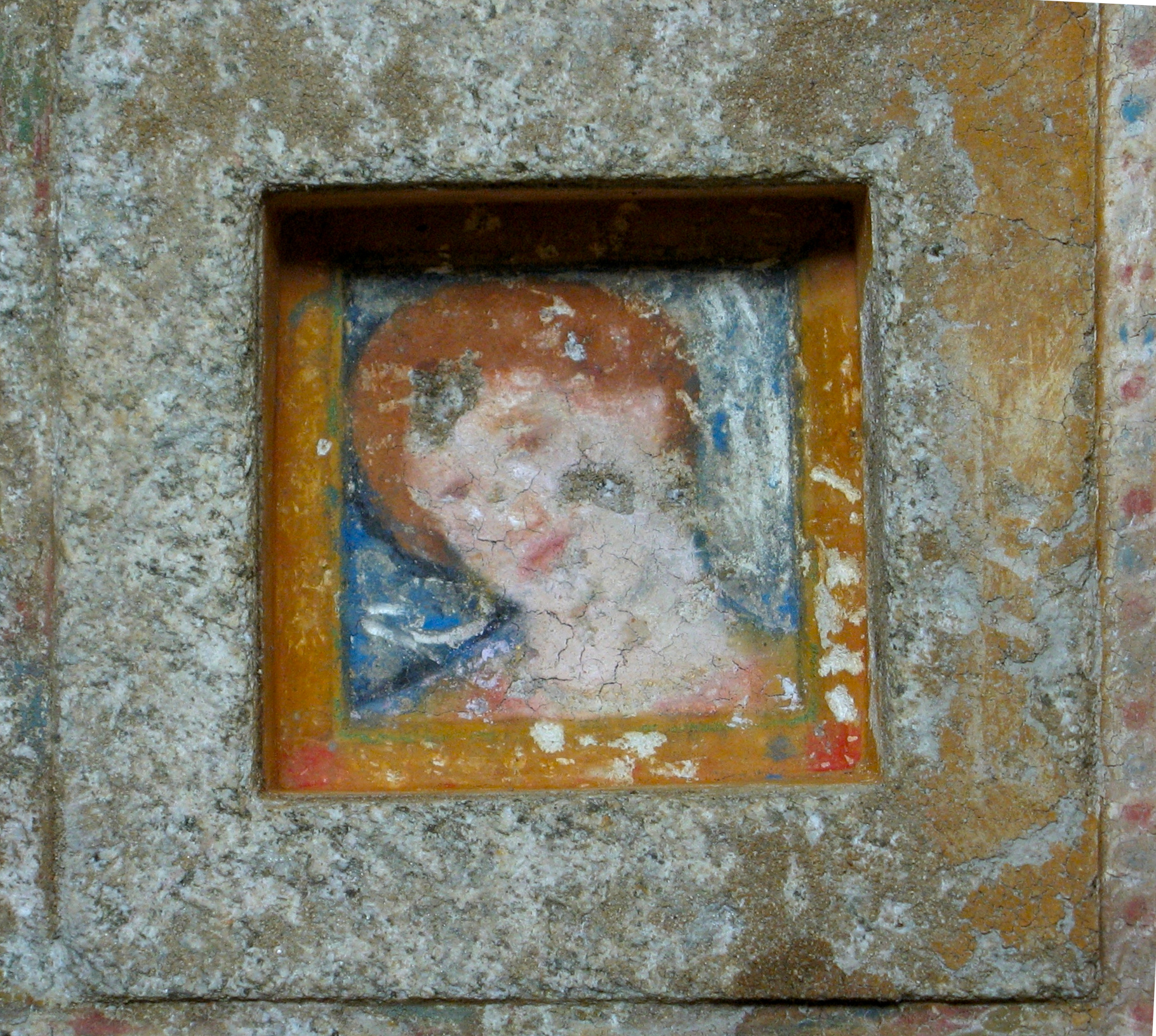
Tracka arystokratka (zob. "Ostrusza")

Ludmiła Żiwkowa podaje dwie konkurencyjne hipotezy na temat pochodzenia Traków:
1. Lud autochtoniczny zamieszkujący ten obszar;
2. Mieszanka ludności rdzennej i ludów napływowych z Anatolii (od neolitu) i indoeuropejskich pasterzy pochodzących ze stepów czarnomorskich. Ujednolicenie etniczne następuje w III / II tysiącleciu p.n.e. (epoka brązu)

Nazwa "Trakowie" jest określeniem zbiorczym dla całej grupy plemion pokrewnych etnicznie, swoim zasięgiem obejmujących obszar nieco większy niż wschodnia część Półwyspu Bałkańskiego, a ściślej rzecz biorąc odnosi się m.in. także do plemion zamieszkujących lewobrzeżny Dunaj – Daków.

## Wygląd zewnętrzny

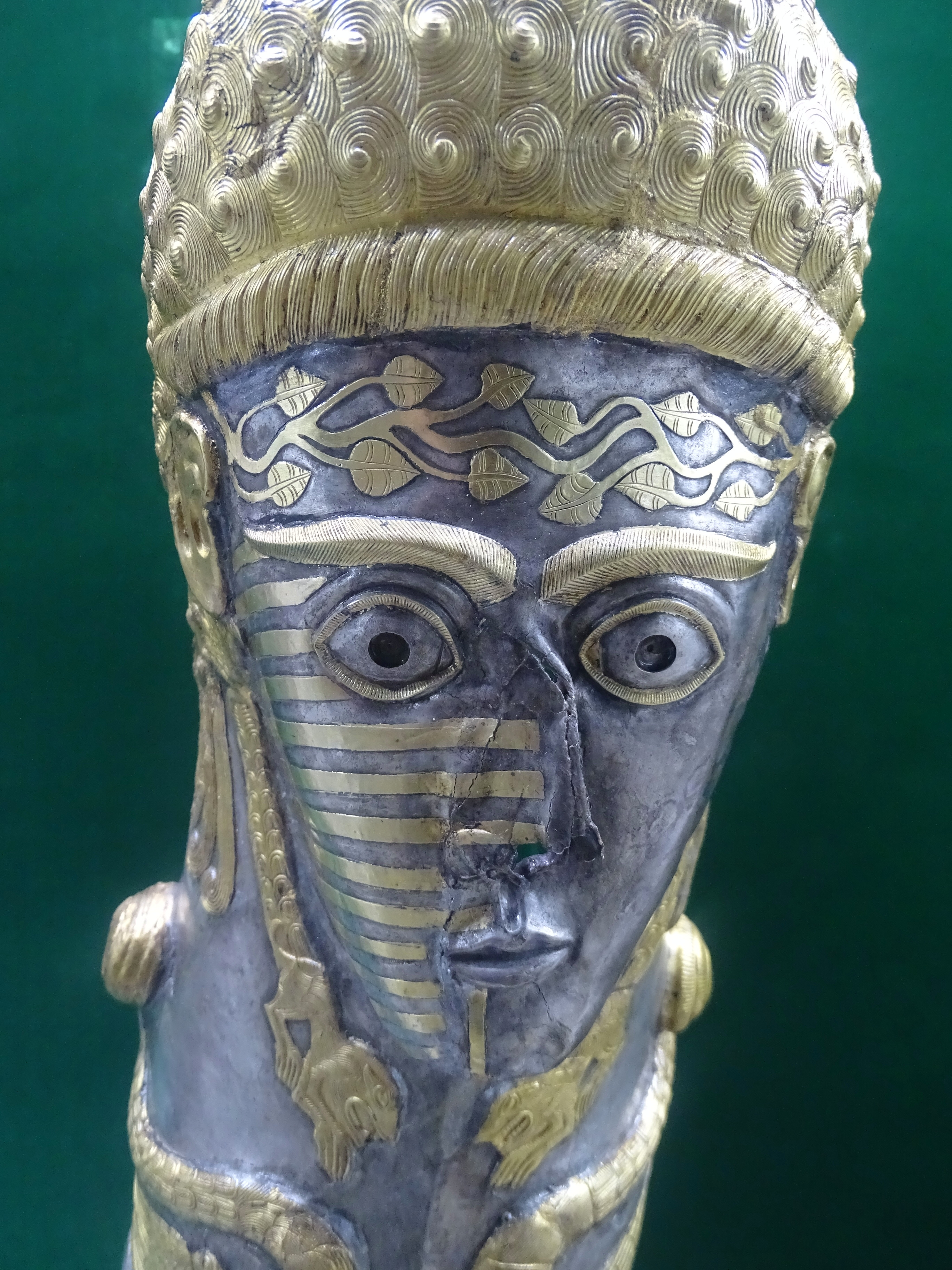
Na policzku kobiety widoczne złote pasy, interpretowane jako tatuaże. Zob. Skarb z Mogiłanskiego Kurhanu we Wracy

Grecki filozof Ksenofanes opisuje Traków jako ludzi o niebieskich oczach i rudych włosach. Na greckich wazach Trakowie są również przedstawieni z rudymi włosami. 
Trakowie nosili wełniane płaszcze (zeira), czapki ze skóry lisa (alopekis) i buty ze skóry jelenia (embades). Wojownikom towarzyszyły włócznie i tarcze z wycięciem w kształcie półksiężyca. Charakterystyczny był także hełm tracki.
Kobiety nosiły tatuaże. Herodot opisuje te tatuaże jako symbol arystokratycznego pochodzenia; według innych podań tatuaże są symbolem kary za zabicie Orfeusza.

## Plemiona

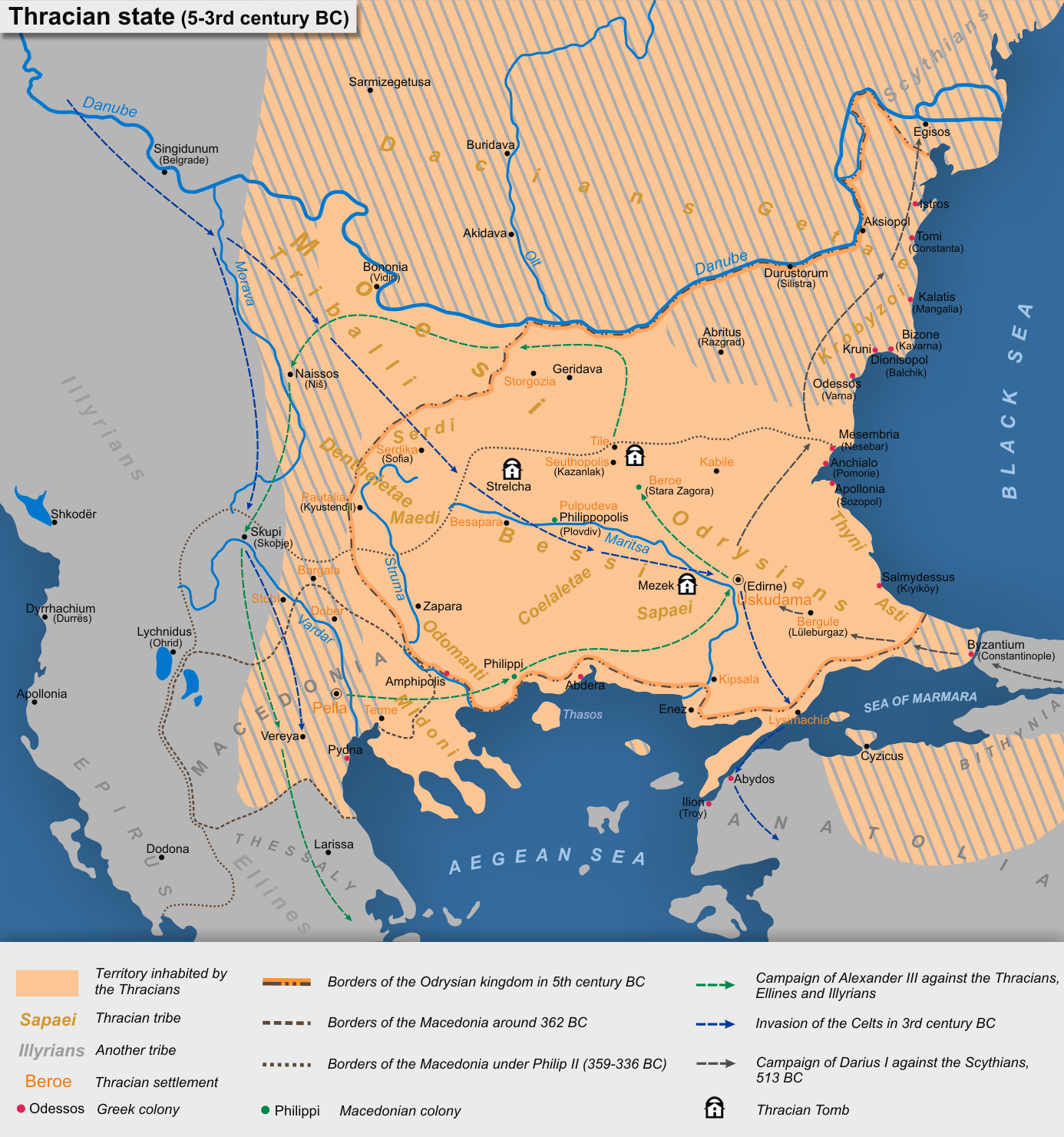
Tereny zamieszkiwane przez Traków

Nie jest możliwe dokładne odtworzenie geograficznego rozmieszczenia plemion trackich. 
Zachód współczesnej Bułgarii zamieszkiwali Medowie (z tej trackiej grupy etnicznej wywodził się Spartakus); północno-zachodni kraniec dzisiejszej Bułgarii zamieszkiwało liczne plemię Tryballów. Kotlinę Sofijską zamieszkiwali Serdowie; od nazwy tego plemienia pochodzi nazwa miasta Serdica (Sofia). Na południe od Serdów mieszkali Denteleci. 
W dolinie rzeki Mesta mieszkali wspominani przez Herodota Satrowie. W dolnym biegu Strumy osiedlili się Sintowie, zaś w ich sąsiedztwie żyło ludne plemię Bisaltów. Między rzekami Struma i Wardar mieszkali Krestonowie.  W górnym biegu Strumy mieszkali Brygowie. 
W południowo-zachodniej Tracji zamieszkiwali Sitonowie. 
Masyw Rodopów zasiedlili Bessowie, którzy wg Herodota odgrywali większą rolę niż Odrysowie, którzy zamieszkiwali centralne i południowo-wschodnie ziemie dzisiejszej Bułgarii. 
Tracja  północno-wschodnia była domeną Krobyzów, którzy dzielili się z kolei na mniejsze plemiona. 
Południowotrackie wybrzeże Morza Czarnego zamieszkiwali Melandytowie, Tynowie i Tranipsajowie.   
Plemiona zamieszkujące tereny na północ od Dunaju, Dakowie i Getowie (północni Trakowie), są etnicznie blisko spokrewnieni z Trakami z terenów na południe od tej rzeki. 
Tereny Tracji stały na różnym poziomie rozwoju gospodarczego, religijnego i kulturowego; plemiona południowe były pod tym względem na wyższym poziomie niż te północne.

## Religia Traków

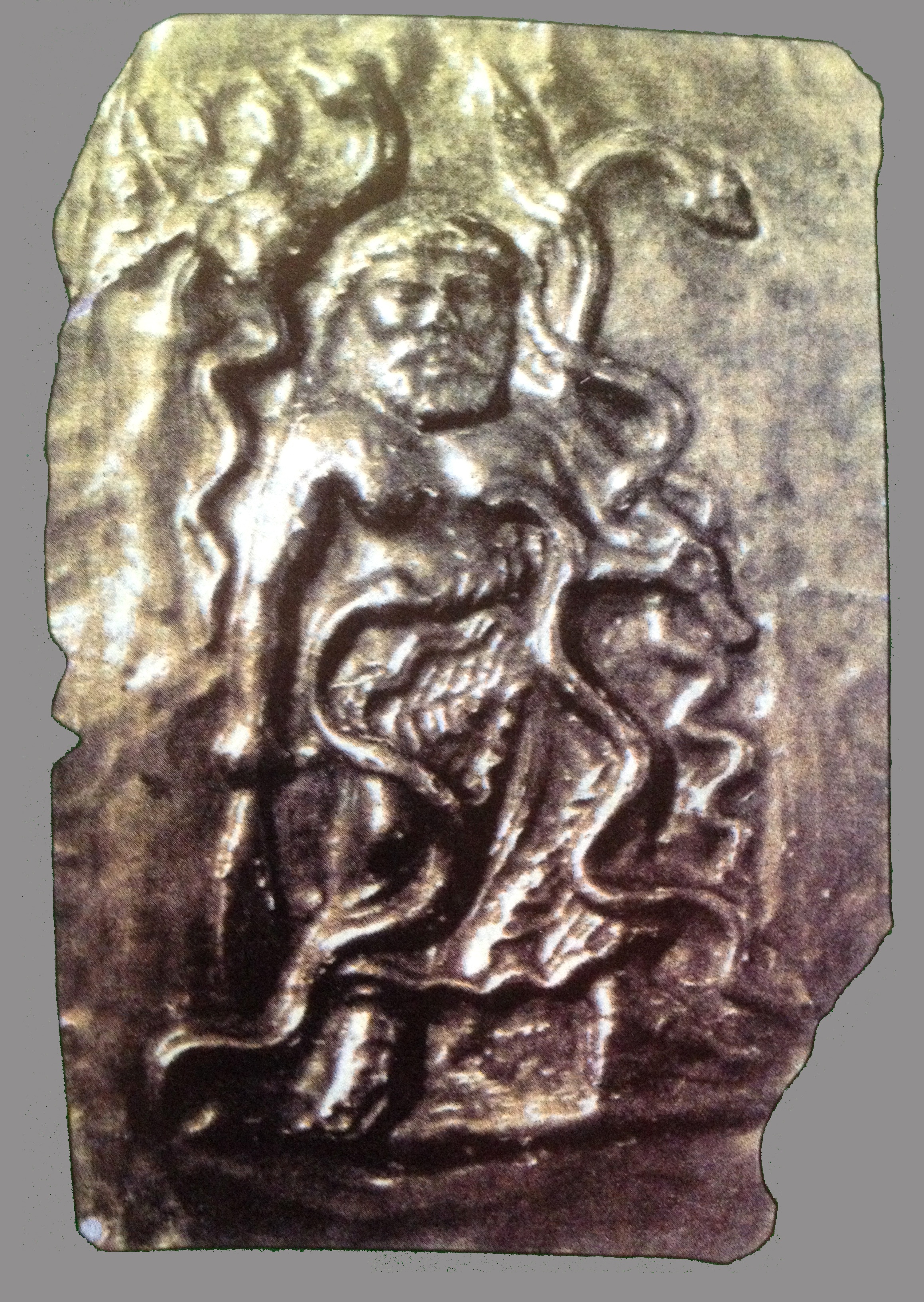
Srebrna plakietka wotywna z wyobrażeniem Sabazjosa z wężami

Wiedza o religii Traków jest jedynie fragmentaryczna. Obrzędy i bóstwa Traków nie zostały opisane, pomimo tego, że trackie elity posługiwały się w piśmie greką. Taki stan rzeczy – brak opisów religii – nie jest niespotykany dla antycznych wierzeń. Galowie byli przeciwni zapisom praktyk religijnych. Mykeńskie tabliczki w piśmie linearnym B również nie zawierają opisów o charakterze religijnym. 
Religia Traków była politeistyczna, oparta na kulcie sił natury, herosów oraz bóstw związanych z wojną, płodnością i śmiercią. Jednym z najważniejszych bóstw był Zalmoksis, czczony szczególnie przez Daków jako bóg nieśmiertelności i życia pozagrobowego. Inne ważne postacie w panteonie trackim to Bendis, bogini księżyca i myślistwa, oraz Sabazjos, bóg utożsamiany z płodnością i winoroślą. 
Jeździec Tracki jest herosem w mitologii trackiej; ma ogólny, symboliczny charakter i nie jest personifikacją konkretnej osoby. 
Wierzenia Traków były silnie związane z obrzędami misteryjnymi i świętymi miejscami, takimi jak groty i sanktuaria w górach, które służyły jako miejsca kultu. Ich religia przetrwała w różnych formach aż do czasów rzymskich, adaptując się do wpływów kultury greckiej i rzymskiej.

## Sztuka Traków

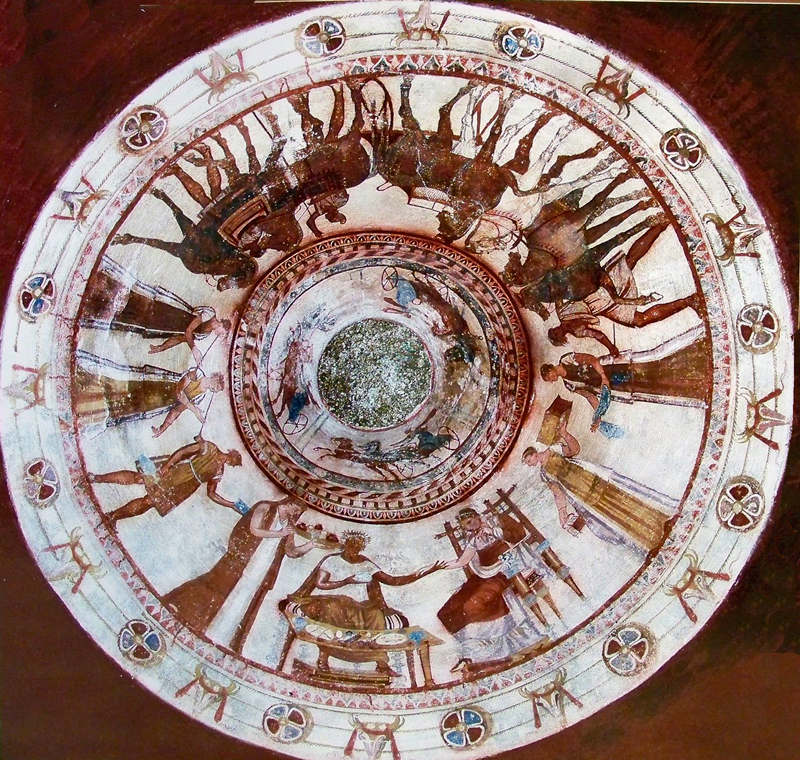
Freski wewnątrz kopuły grobowca w Kazanłyku

Tracka sztuka, której narodziny przypadają na VIII-VII w. p.n.e., ma swoje korzenie zarówno lokalnie, jak i jest inspirowana sztuką kultur ościennych. Bogdan Fiłow zwrócił uwagę na związek sztuki trackiej ze sztuką scytyjską; Iwan Wenedikow podkreśla związki sztuki trackiej ze sztuką helleńską, perską i sztuką Azji Mniejszej, podkreślając eklektyczny charakter trackich dzieł sztuki. Również Ludmiła Żiwkowa stwierdza, że mimo synkretycznego charakteru, sztuka tracka ma cechy wybitnie oryginalne.  
Główne świadectwa sztuki trackiej które przetrwały do naszych czasów to tzw. skarby i kurhany. Bogactwo zdobień i materiały wykonania (złoto, srebro) są świadectwem dużego zróżnicowania klasowego społeczeństwa trackiego, w którym arystokracja miała dostęp do artystycznych, cennych dóbr materialnych. Dla przykładu, w Seuthopolis kurhany i groby ceglane arystokracji miały bogaty wystrój, zaś groby ubogiej ludności składały się z urn zawierających spopielone kości. 
Freski z grobowca w Kazanłyku, wpisanego na listę UNESCO, są przykładem najwyższego poziomu osiągniętego przez trackie malarstwo. 
Wśród rzadkich przykładów istnienia monumentalnej rzeźby trackiej sprzed okresu rzymskiego wyróżnić można brązową figurę dzika z grobowca Mal-Tepe czy bazę posągu Dionizosa z Seuthopolis. Najbardziej charakterystycznymi obiektami plastyki trackiej pozostają jednak liczne płytki wotywne, często wykonane z terakoty lub kamienia, przedstawiające sceny o znaczeniu religijnym i kultowym. Wśród nich szczególnie często występuje wizerunek Jeźdźca Trackiego. Płytki te, pełne dynamizmu i ekspresji, stanowią cenny materiał do badań nad wierzeniami i życiem codziennym Traków. Obok Herosa ważne miejsce w ikonografii zajmował Dionizos, bóg wina i radości, którego kult był silnie zakorzeniony w Tracji.
Na północ od Dunaju, podobne wpływy – wpływy sztuki greckiej i scytyjskiej – były widoczne u Daków. Na cmentarzyskach arystokratycznych (np. w Birseti koło Gałacza) wyrobom miejscowym towarzyszą wyroby z Hellady. Dackie rękodzieło ludowe zaś przybierało proste formy, często tworzone na własny użytek, niewprawną ręką.

## Język tracki

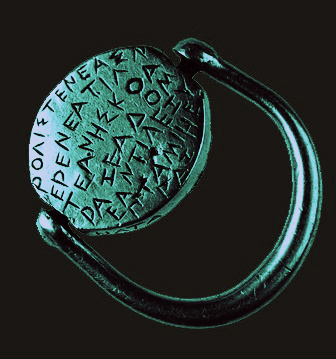
Złoty pierścień z Ezerowa zawierający inskrypcję interpretowaną jako inskrypcja w języku trackim

Niewiele wiadomo o języku trackim; być może był językiem indoeuropejskim. Trakowie nie wypracowali własnego systemu pisma. W razie potrzeby zapisu informacji, trackie elity używały Greki, o czym świadczą na przykład zapiski na naczyniach skarbu z Wracy. Popularność języka greckiego była dodatkowo wspierana przez kontakty ekonomiczne i kulturowe elit, w wyniku których tracka arystokracja nauczyła się tego języka. 
Zapiski w języku trackim są niezwykle rzadkie. Znane są zapiski (graffiti) z sanktuariów, a także przedmioty przypuszczalnie zapisane trackimi inskrypcjami. Wśród nich znajdują się złoty pierścień z miejscowości Ezerowo koło Płowdiwu (data znalezienia: 1912), stela znaleziona w 1965 roku we wsi Kjołmen w gminie Wyrbica, czy inskrypcje na przedmiotach z nekropolii w pobliżu Duwanli.
Język tracki częściowo, we wsiach, zachował się aż do hellenizacji i latynizacji Tracji.

### Złoty pierścień z Ezerowa
Złoty pierścień z Ezerowa jest datowany na V–IV w. p.n.e.; jest wysoki na 2,5 cm i jest przechowywany w Muzeum Archeologicznym w Sofii. Powszechnie przyjmuje się, że inskrypcja na nim jest w języku trackim.  
Inskrypcję można odczytać następująco:
 
ΡΟΛΙΣΤΕΝΕΑΣ ΝΕΡΕΝΕΑ ΤΙΛΤΕΑΝ ΗΣΚΟ ΑΡΑΖΕΑ ΔΟΜΕΑΝ ΤΙΛΕΖΥΠΤΑ ΜΙΗ ΕΡΑ ΖΗΛΤΑ
Istnieją rozbieżności co do dokładnego tłumaczenia tekstu. Jedno z tłumaczeń przekłada tekst jako: „Jestem Rolisteneas, potomek Nereneasa. Tilezipta, kobieta z Arazji, wydała mnie na świat”.

## Trakowie na przełomie epok brązu i żelaza
W okresie późnej epoki brązu (1500–1200 p.n.e.) ziemie dzisiejszej Bułgarii otrzymały etnicznie tracki charakter. Nastąpiły wówczas zmiany w kulturze materialnej i osadnictwie związane z wtargnięciem na ten obszar plemion indoeuropejskich, które identyfikuje się z Trakami lub prototrakami, zgodnie z jedną z hipotez przybyłymi na te tereny z północnego wschodu. Trakowie zajmowali się rolnictwem, hodowlą zwierząt, a także górnictwem i metalurgią. Walczyli także jako wojska najemne. Utrzymywali kontakty handlowe z innymi cywilizacjami, takimi jak kultura mykeńska czy cywilizacja minojska, co wpłynęło na rozwój ich społeczeństwa. Wierzenia religijne Traków były związane z kultem natury i sił przyrody. Pozostałości języka Traków są skąpe i odnoszą się głównie do imion i nazw geograficznych. Trackie osiedla w Sofii (Serdica), Płowdiw (Eumolpias) oraz Nesebyrze (Messembria) datuje się na XIII–XII wiek p.n.e. Trakowie żyli w prostych, otwartych osadach. Wsie były ubogo wyposażone w wyroby metalowe, zaś wyroby garncarskie były prymitywne. 
Kilka wieków później, Trakowie zostają wymienieni w Iliadzie Homera, datowanej na VIII lub VII wiek p.n.e., jako sojusznicy Troi. Charakter sztuki trackiej zaczyna się kształtować w tym samym, wczesnym okresie epoki żelaza i jest inspirowany sztuką helleńską, małoazjatycką i perską. Również wówczas (VII w. p.n.e.) rozpoczęła się grecka kolonizacja wybrzeża Morza Czarnego. Grecy założyli miasta takie, jak Apollonia (Sozopol), Messembria (Nesebyr) czy Odessos (Warna). Poprzez greckich kupców Trakowie eksportowali zboże, drewno, smołę, bydło czy niewolników; importowali zaś dobra luksusowe dla arystokracji, broń, wino czy oliwę. 
Ich ciągła fragmentacja polityczna uniemożliwiła im ekspansję terytorialną. Pierwszą formą zjednoczonego państwa trackiego było królestwo Odrysów, utworzone dużo później, bo w V w. p.n.e.

## Trakowie po V w. p.n.e.

Królestwo Odrysów w późnym V w. p.n.e. (kolor brązowy)

Na ziemiach trackich od V w. p.n.e. istniało królestwo założone przez plemię Odrysów. Królestwo Odrysyjskie zostało założone przez króla Teresa I, wykorzystującego upadek perskiej obecności w Europie po nieudanej inwazji na Grecję w 480–479 p.n.e. Teres i jego syn Sitalkes prowadzili politykę ekspansji, sprawiając, że królestwo stało się jednym z najpotężniejszych w swoim czasie. Przez dużą część swojej wczesnej historii pozostawało sojusznikiem Aten i wzięło udział po stronie Aten w wojnie peloponeskiej. 
W IV wieku p.n.e. Tracja była areną złożonych przemian politycznych, na które wpływ miały zarówno wewnętrzne ambicje lokalnych władców, jak i zewnętrzne naciski ze strony sąsiednich potęg. Król Kotys I, władający od 384 lub 383 p.n.e., siłą umocnił władzę centralną. Jednakże, po jego śmierci w 359 roku p.n.e., królestwo zostało podzielone między trzech synów, co osłabiło jedność regionu. Wykorzystując tę sytuację, Filip II Macedoński do 340 roku p.n.e. podbił znaczną część Tracji, rozszerzając swoje wpływy na wschód.

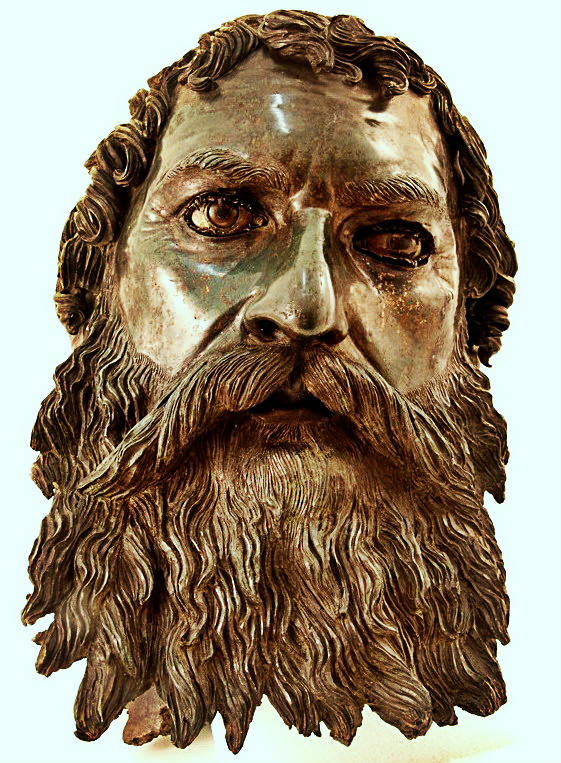
Seutes III

W obliczu macedońskiej dominacji, lokalni władcy podejmowali próby odzyskania niezależności. Seutes III, jeden z najważniejszych trackich królów, starał się odbudować siłę królestwa Odrysów i około 320 roku p.n.e. założył miasto Seuthopolis, które stało się centrum politycznym i kulturalnym jego królestwa. Mimo starań lokalnych władców, Tracja pozostawała pod silnym wpływem Macedonii, zwłaszcza po śmierci Aleksandra Wielkiego w 323 roku p.n.e., kiedy to jego generałowie, znani jako diadochowie, rywalizowali o kontrolę nad regionem. Seutes III, choć początkowo sprzeciwiał się siłą macedońskiej dominacji (323 p.n.e., 314 p.n.e.), ostatecznie w 306 p.n.e. uznał zwierzchnictwo Lizymacha, jednego z diadochów, co pozwoliło mu zachować pewną autonomię w ramach szerszego kontekstu politycznego. Nie jest znana ani dokładna data śmierci Seutesa III, ani dokładna data rozpadu jego wątłego królestwa. 
Gospodarka królestwa Odrysów opierała się na rolnictwie. Państwo to nie rozporządzało własną flotą i na morzu polegało na pomocy okrętów kolonii greckich. Rozwój rzemiosła był nierównomierny i prowadzony na mniejszą skalę niż helleński. W kopalniach wydobywano rudy żelaza, srebra i złota. Ziemie Odrysów były znacznie bogatsze od tych zamieszkiwanych przez Greków, a ustrój rodowo-plemienny wspierał gospodarczą siłę lokalnych arystokratów, co miało często szkodliwy wpływ na jedność królestwa. 
W tym burzliwym okresie sztuka tracka odzwierciedlała zarówno tradycyjne motywy lokalne, jak i wpływy helleńskie, związane tak z ustanowieniem panowania macedońskiego, jak i z bliskością greckich kolonii na wybrzeżu Morza Czarnego. W sztuce trackiej widoczne są też wpływy perskie, które trafiły do Tracji zarówno bezpośrednio, jak i za pośrednictwem helleńskich kolonii. W odpowiedzi na lokalne gusta i zapotrzebowanie arystokracji, toreutyka i jubilerstwo czerpały zarówno z tradycji helleńskiej jak i perskiej, tworząc swego rodzaju eklektyzm.

## Okres od III w. p.n.e. do I w. n.e.
W 279 p.n.e. ziemie trackie najechała grupa 20 000 Celtów, która w początkowej fazie najazdu stosowała taktykę gwałtownych i niespodziewanych napadów. Obecność Celtów pogłębiła decentralizację polityczną. 
Trakowie stopniowo ulegali podbojowi przez Rzymian od połowy II wieku p.n.e. Brali znaczący udział w buntach przeciw Rzymianom wspólnie z Macedończykami aż do czasu trzeciej wojny macedońskiej. 
I i II w. p.n.e. na terenach trackich jest naznaczony kryzysem gospodarczym, który odbijał się na relacjach Traków z sąsiadami – greckimi koloniami, jak i także pogłębiał różnice społeczne między arystokracją i biednymi masami społeczeństwa. Pomimo to, Trakowie kontynuowali eksport zboża; powszechne były uprawy winorośli (zob. także wina bułgarskie).
Począwszy od 73 roku p.n.e., Spartakus, tracki wojownik z plemienia Medów, który został zniewolony przez Rzymian jako gladiator, poprowadził powstanie będące poważnym wyzwaniem dla autorytetu Rzymu, co wymusiło serię kampanii wojskowych przeciwko buntownikom. Po stłumieniu rebelii 6 000 ocalałych buntowników ukrzyżowano wzdłuż drogi Appijskiej. 
Królestwo Odrysów zostało zaatakowane przez Republikę Rzymską pod koniec I wieku p.n.e., a jego rdzenne ziemie stały się państewkami klientelnymi Rzymu. Rzymianie umiejętnie wykorzystywali antagonizmy pomiędzy rodami dla własnych korzyści. Ostatecznie, państwa klientelne zostały zlikwidowane i przekształcone w dwie rzymskie prowincje: Tracja i Mezja w latach 45–46 n.e. Głównymi miastami Tracji były Serdica (Sofia), Trimontium (Płowdiw) i Adrianopolis (Edirne). Mezję podzielono w roku 86 n.e. na Mezję Dolną (Moesia Inferior) oraz Mezję Górną (Moesia Superior).  
Rok 46 n.e. uznaje się za rok końca trackiej niepodległości.

### Na północ od Dunaju

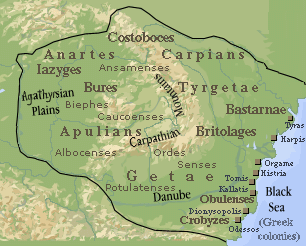
Najszerszy zasięg państwa Daków za panowania Burebisty

Władca Daków, Burebista, zjednoczył dackie plemiona w I w. p.n.e. w obliczu zagrożenia celtyckiego. Około roku 60 p.n.e. siły Daków pokonały Celtów, a Burebista skupił się na konsolidacji władzy w nowopowstałym państwie Daków. Grecki historyk Strabon – przesadnie – oceniał armię Burebisty na 200 tysięcy ludzi. Podobnie jednak jak dla trackich plemion na południe od Dunaju, tak i dla Daków głównym zagrożeniem był Rzym. Burebista chciał wykorzystać wewnętrzne problemy Rzymu i w wojnie domowej postawił na Pompejusza i udzielił mu wsparcia. Po przegranej Pompejusza, Burebista skupił się na obronie przed potencjalnym odwetem i na umacnianiu twierdz. Upadek państwa Daków miał jednak przyczyny wewnętrzne: arystokraci, niezadowoleni z utraty dawnych przywilejów, uknuli spisek i zamordowali Burebistę. Po jego śmierci państwo Daków rozpadło się najpierw na cztery, a potem na pięć części.
Gospodarczo, państwo Burebisty opierało się na siedmiogrodzkich złożach naturalnych (żelazo, złoto, srebro) i na pozakarpackim rolnictwie. Pod względem społecznym państwo to było państwem o zaczątkach ustroju niewolniczego. Ziemie były uprawiane przez chłopów (de iure "wolnych", lecz podporządkowanych arystokracji), zaś niewolnictwo stricte odgrywało drugorzędną rolę w gospodarce kraju.

## Trakowie od I w. n.e. do osiedlenia Słowian i Protobułgarów
Na początku I w. n.e. cesarz Trajan inwestował w infrastrukturę; zwiększała się także ilość wytwarzanych produktów. Wtedy też do Mezji przeniosło się ok. 50 000 osób z innych terenów cesarstwa. Społeczeństwo trackie, na wzór społeczeństwa rzymskiego, przekształciło się w społeczeństwo niewolnicze (ze wcześniejszego półniewolniczego). Czasy Trajana wiązały się też z wielokrotnym zwiększeniem liczby Traków w rzymskiej armii. Rzymianinie pozwolili Trakom na zachowanie religii, obyczajów i lokalnych struktur władzy; romanizacja dotyczyła głównie elitarnych warstw społecznych. Lokalne okręgi terytorialne były zarządzane przez tracką arystokrację, nad którą zwierzchność sprawował rzymski urzędnik, prepozyt. 

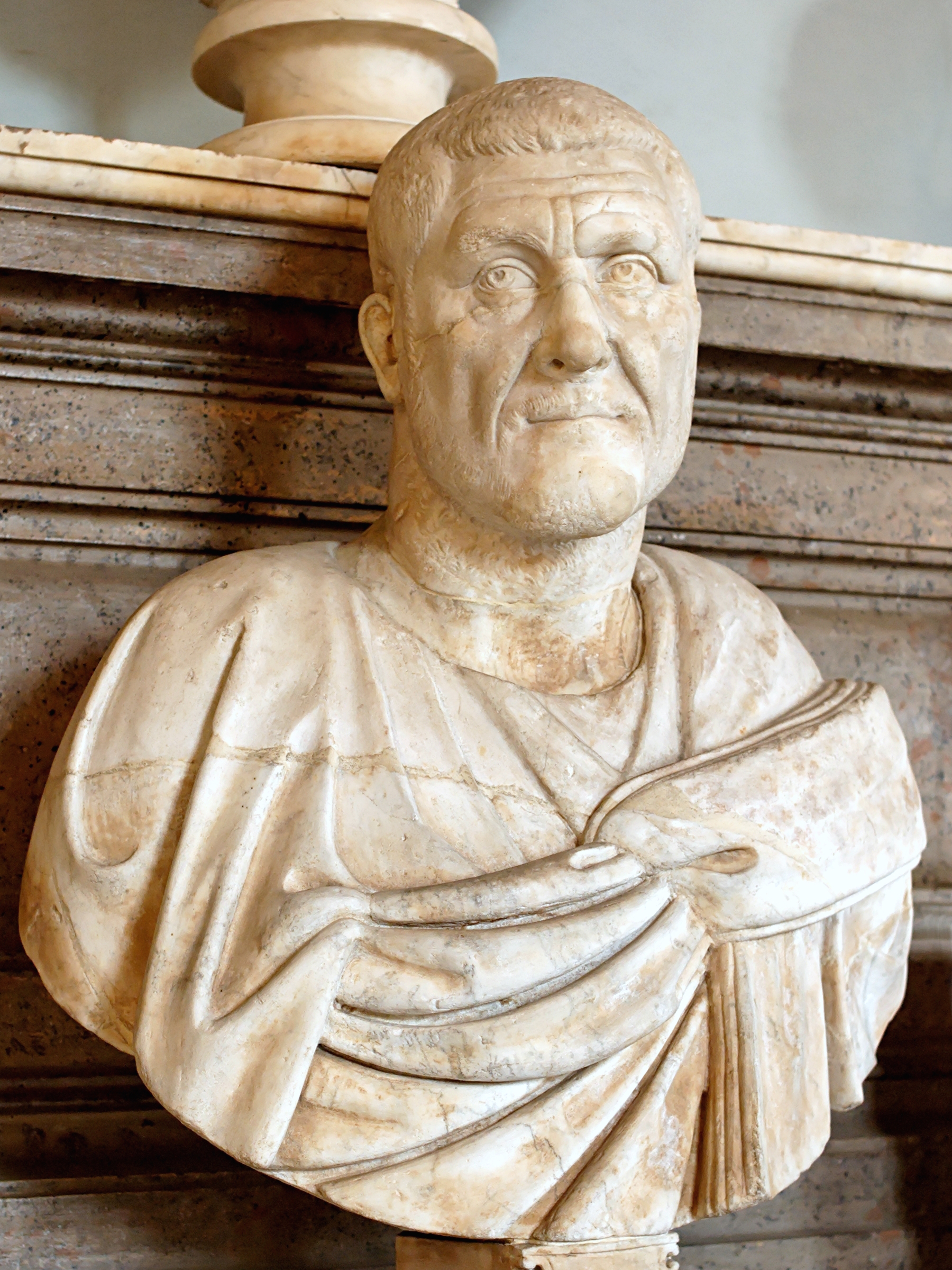
Cesarz Maksymin Trak

W III w. n.e. cesarz Maksymin Trak, sam będąc Trakiem z pochodzenia, dbał o zaspokojenie potrzeb mieszkańców swoich rodowitych ziem. III i IV w. n.e. naznaczone były najazdami Gotów na ziemie trackie; po zdobyciu przez nich Filipopolis w 250 roku zginęło 100 000 Traków. 
Założenie Konstantynopola w IV wieku dało silny impuls gospodarczy Trakom, którzy sąsiadowali bezpośrednio z nową stolicą. Wzrost siły politycznej i gospodarczej Konstantynopola miał bezpośrednie przełożenie na rozwój gospodarczy ziem trackich, które były źródłem surowców i pożywienia dla miasta. Krajobraz w IV i V wieku kształtowały latyfundia należące do trackiej arystokracji; sama arystokracja mieszkała w miastach. Ziemi nie uprawiali już niewolnicy, ale półwolni kolonowie, którzy uprawiali ziemię w zamian za część plonów. 
W V i VI wieku Trakowie asymilowali się z Rzymianami; wpływ na to miała zarówno kultura rzymska (rzemiosło, sztuka, nauka), jak i przesiedlania zhellenizowanej i zromanizowanej ludności na tereny zamieszkiwane przez Traków. 
Kultura, obyczaje i język tracki zachowały się do VI wieku głównie na wsiach; Trakowie zachowali część swoich tradycji aż do przybycia Słowian. Słowianie najeżdżali ziemie trackie od VI wieku, zaś masowo zaczęli się na nich osiedlać w VII wieku. Słowianie, w przeciwieństwie do schrystianizowanych Traków, w VI–VII wieku praktykowali politeizm, z Perunem na czele panteonu. W drugiej połowie VII wieku do Słowian na dawnych ziemiach trackich dołączyli Protobułgarzy pod wodzą Asparucha, którzy przywieźli na te ziemie tradycje koczownicze i synkretyzm religijny. 

## Trackie dziedzictwo współcześnie

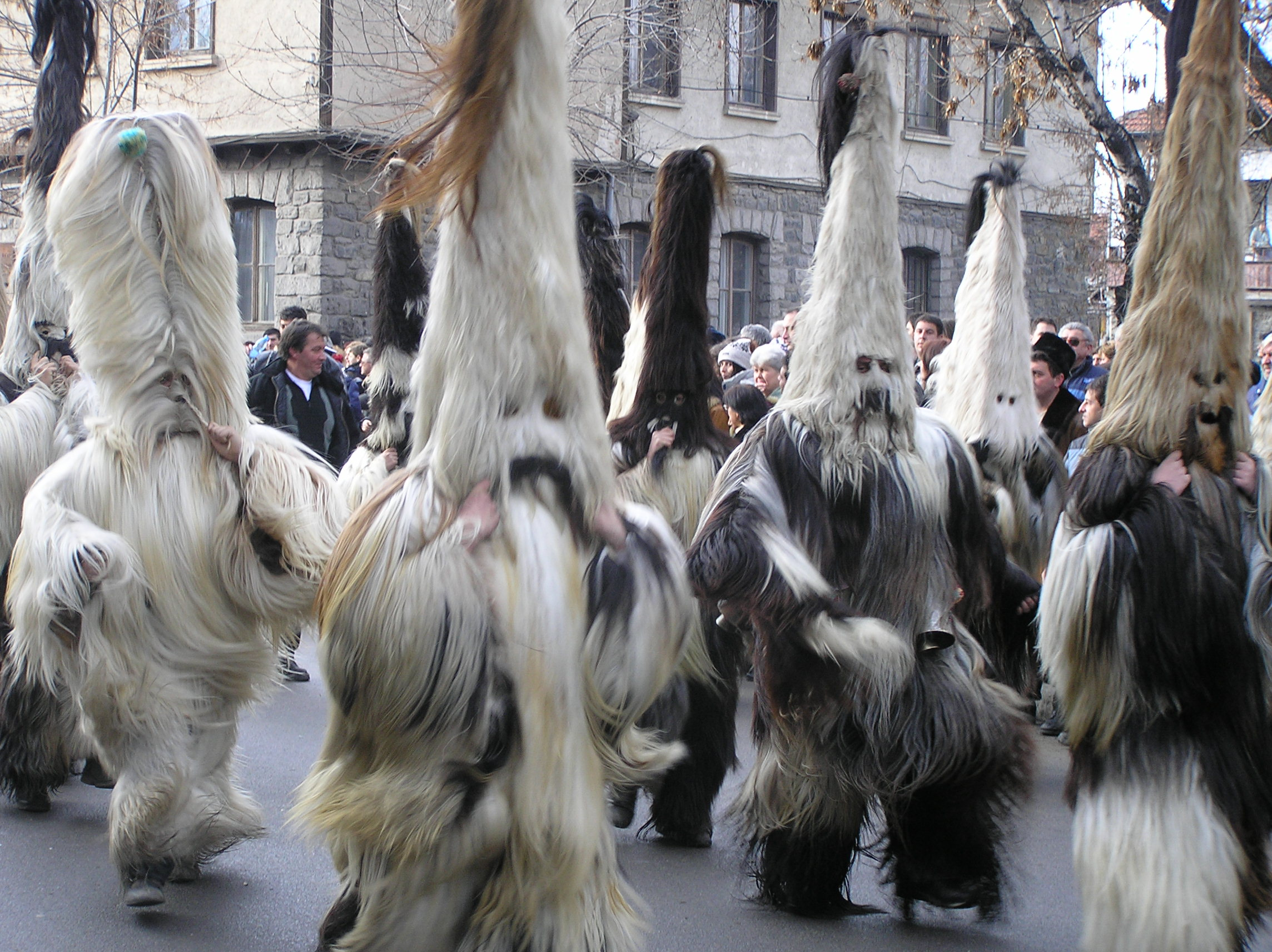
Kukierzy - karnawałowa grupa przebierańców. Tradycja ta wywodzi się z czasów trackich.

Tracka kultura materialna zachowała się głównie poprzez grobowce, ich wyposażenie i tzw. skarby. 
Wiele współczesnych bułgarskich nazw geograficznych pochodzi z języka trackiego. Trakowie nazywali osady dawa lub dewa, gród – bria lub wria, zamek - dizos lub diza. Płowdiw po tracku nazywał się Pulpu-dewa, zaś dawna nazwa Nesebyru to Messem-bria. 
Współczesny folklor bułgarski zawiera elementy trackich tradycji. Dla przykładu, kukierzy nawiązują do trackich rytuałów sezonowych, zaś Anastenaria (chodzenie po ogniu, obchodzone w łańcuchu Strandży) są postrzegane jako odtworzenie starożytnego trackiego rytuału, łączącego świat podziemny ze słońcem i światłem. 

### Genetyka
Współcześni Bułgarzy są genetycznie blisko spokrewnieni z ludami zamieszkującymi Bałkany w starożytności, w tym z Trakami. Trackie dziedzictwo genetyczne przetrwało i, jak pokazują współczesne badania, jest obecne w populacji bułgarskiej, która stanowi mieszankę ludów europejskich i śródziemnomorskich.

## Źródła wiadomości o Trakach
Plemiona trackie występowały już w antycznych źródłach literackich u najwcześniejszych znanych autorów starożytnych, jak np. Homer. Jednakże bardziej konkretne informacje o Trakach znaleźć można u Herodota, Tukidydesa, Ksenofonta, Diodora Sycylijskiego, Polibiusza, Strabona i wielu innych. Tak wiele informacji o Trakach u autorów greckich zawdzięcza się penetracji terytoriów plemion trackich za sprawą kolonizacji greckiej zachodniego wybrzeża Morza Czarnego i północnego Morza Egejskiego.
Obok źródeł literackich informacji o Trakach dostarczają źródła epigraficzne i inne zabytki archeologiczne.